# 草店镇
草店镇，是中华人民共和国湖北省随州市随县下辖的一个乡镇级行政单位。

## 行政区划
草店镇下辖以下地区：
草店社区、二道河村、王子城村、檀山村、紫金山村、三道河村、童家湾村、观音寺村、岳家湾村、石庙村、金锣山村、东湾村、大石村、雨蒙村和车云山村。